# Gmach Sądu Rejonowego w Starogardzie Gdańskim
Sąd Rejonowy – gmach sądowy w Starogardzie Gdańskim, przy ulicy Tadeusza Kościuszki 30.
Obiekt wzniesiono pod koniec XIX wieku w stylu neogotyckim, typowym dla pruskich budynków monumentalnych. W latach 1893–1895 od południa dostawiono do niego budynek więzienia, które rozbudowano w latach 1903–1912. 

## Struktura organizacyjna

### Władze sądu
- Prezes Sądu Rejonowego Piotr Wangler,
- Wiceprezes Sądu Rejonowego Maciej Bącal,
- Dyrektor Sądu Rejonowego Beata Jantowska.

### Wydziały
- Czytelnia akt w sprawach karnych oraz rodzinnych i nieletnich,
- Punkt Obsługi Interesanta,
- I Wydział Cywilny,
- II Wydział Karny,
- III Wydział Rodzinny i Nieletnich,
- V Wydział Ksiąg Wieczystych,
- Koordynator do spraw mediacji w Sądzie Okręgowym w Gdańsku.

### Oddziały i sekcje
- Oddział Administracyjny,
- księgowość,
- sekcja ds. wykonywania orzeczeń w II Wydziale Karnym.

Źródło: